# Тастыадыр
Тастыады́р (каз. Тастыадыр, до 2007 г. — Лиди́евка) — село в Аккольском районе Акмолинской области Казахстана. Входит в состав Жалгызкарагайского сельского округа. Код КАТО — 113251300.

## География
Село расположено в северной части района, на расстоянии примерно 48 километров (по прямой) к северо-востоку от административного центра района — города Акколь, в 12 километрах к северу от административного центра сельского округа — села Жалгызкарагай.
Абсолютная высота — 314 метров над уровнем моря.
Ближайшие населённые пункты: село Жалгызкарагай — на юге, село Мамай — на севере.

## Население
В 1989 году население села составляло 197 человек (из них русские — 40 %).
В 1999 году население села составляло 139 человек (69 мужчин и 70 женщин). По данным переписи 2009 года, в селе проживали 72 человека (41 мужчина и 31 женщина).
| Численность населения | Численность населения | Численность населения |
| 1989                  | 1999                  | 2009                  |
| --------------------- | --------------------- | --------------------- |
| 197                   | ↘139                  | ↘72                   |

## Улицы[6]
- ул. Алии Молдагуловой